# Severní Moluky
Severní Moluky (indonésky Maluku Utara) jsou jednou z provincií Indonésie. Území bylo do roku 1999 součástí provincie Moluky.

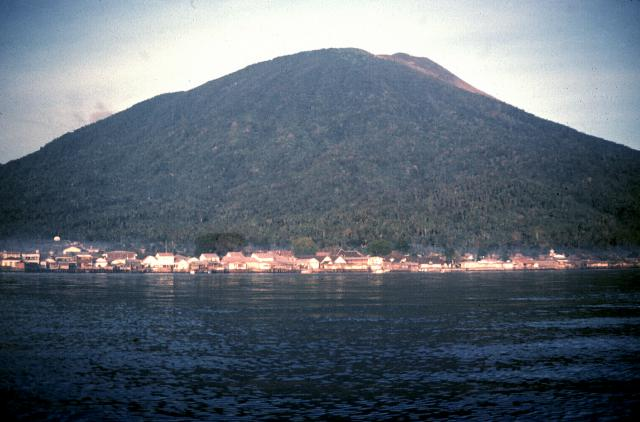
Aktivní sopka Gamalama (1715 m) na ostrově Ternate

Hlavním městem je od 4. srpna 2010 Sofifi na západě ostrova Halmahera. V této funkci tak vystřídalo blízko ležící dosavadní hlavní město Ternate, které je největším sídlem provincie. Dalším velkým městem je Tidore, obě velká města leží na stejnojmenných ostrovech západně od Halmahery. Největší město ostrova Halmahera, který zvoří polovinu plochy provincie, je Tobelo s 15 000 obyvateli.
Oblast je dosud z velké části pokryta deštným lesem. Nachází se zde několik aktivních sopek. Typická je produkce hřebíčku a dalších druhů koření.
Provincie zahrnuje Molucké ostrovy na sever od Buru a Seramu. Největšími z nich jsou Halmahera, ostrovy Sula, Obi a Morotai.